# Raymond Derine
Raymond Louis Marie Derine (Hoboken, 21 maart 1926 - Antwerpen, 20 oktober 1987) was een Belgisch hoogleraar, bestuurder en politicus voor de CVP.

## Levensloop
Derine promoveerde tot doctor in de rechten aan de Katholieke Universiteit Leuven. Hij bouwde een academische carrière uit in Belgisch-Congo, waar hij van 1956 tot 1960 hoogleraar was aan de universiteit Lovanium in Kinshasa. Na de Congolese onafhankelijkheid werd hij hoogleraar aan de Katholieke Universiteit Leuven en aan de UFSIA. Van mei 1966 tot november 1968 was hij voorzitter van de Vereniging van Vlaamse hoogleraren van de Katholieke Universiteit Leuven. Hij speelde een belangrijke rol bij de splitsing van de universiteit. Van 1970 tot 1972 was hij algemeen voorzitter van het Davidsfonds. In deze functie kwam hij in botsing met de progressieve linkervleugel van de vereniging.
Hij stapte ook in de politiek. In 1964 werd hij voor de CVP gemeenteraadslid van Antwerpen en van 1965 tot 1976 was hij schepen van rechtszaken van de stad. In maart 1968 werd hij verkozen tot lid van de Kamer van volksvertegenwoordigers voor het arrondissement Antwerpen, maar nam al in juni van dat jaar ontslag uit onvrede met het standpunt dat was ingenomen over de splitsing van de Leuvense universiteit door de Regering-G. Eyskens IV. Hij werd in het parlement opgevolgd door Frank Swaelen.
Hij was een verdediger van de amnestiegedachte.

## Publicaties
- Grenzen van het eigendomsrecht in de negentiende eeuw. Bijdrage tot de geschiedenis van het moderne privaatrecht, Antwerpen, 1955.
- Le droit de propriété en France et en Belgique au XIXe siecle: droit absolu et quasi illimité?, Léopoldville, 1959.
- Actuele Vlaamse standpunten, Verhandeling nr. 491 van de KVHU, 1964.
- Strijd om Leuven, feiten en eisen, Utrecht - Merksem, 1967.
- Bedenkingen over de universitaire expansie in België, in: Ons Erfdeel, 1969.
- Pleidooi voor amnestie, Leuven, 1970 (met L. Craeybeckx e.a.).
- Herman Van den Reeck, Antwerpen, 1970.
- Repressie zonder maat of einde? Terugblik op de collaboratie, repressie en amnestiestrijd, 1978.
- 15 jaar op de barrikade, 1978.
- Schets van het Romeins privaatrecht : uitwendige en inwendige geschiedenis, Antwerpen, 1982.